# 特克西科 (新墨西哥州)
特克西科（英語：Texico）是一個位於美國新墨西哥州柯里縣的城市。

## 人口
根據2020年美國人口普查的數據，特克西科的面積為2.14平方千米，當中陸地面積為2.14平方千米，而水域面積為0.00平方千米。當地共有人口956人，而人口密度為每平方千米447人。